# エッジ島

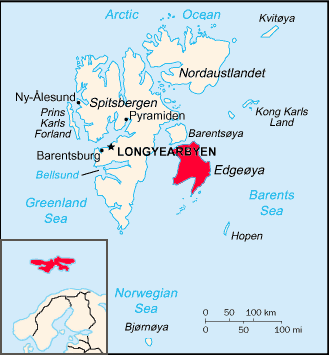
エッジ島の位置

エッジ島（エッジとう、エドゲ島、エッジオイヤ島、ノルウェー語: Edgeøya）はノルウェーのスヴァールバル諸島南東に位置する無人島である。面積は5,073 km2で、ノルウェーおよびスヴァールバル諸島で第3位の大きさである。島の名はイギリスの捕鯨家トマス・エッジ(英語: Thomas Edge)にちなんでいる。

## 歴史
エッジ島はトマス・エッジの船が1616年に発見したとされている。発見者としては他にオランダの航海者Joris Carolus（1614年）、オランダの地図制作者Petrus Plancius（1612年）、Mouris Willemsz（1608年）の名が挙げられるが、部分的な海岸線が記載されているのみであり議論が残る。エッジ島には大きな居住地はできなかったが、この近辺では捕鯨やアザラシ猟が活発に行われており、小屋などが数多く残されている。1743年ロシアの船乗り4名がエッジ島（もしくはその沖の小島）に置き去りにされ、1749年にそのうち3名が救出されるという出来事があった。18世紀からロシア正教古儀式派の修道院集落が存在していた。

## 地理

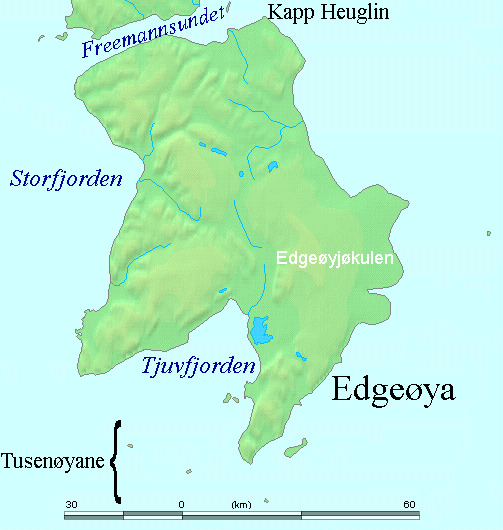
エッジ島の拡大図

エッジ島はスピッツベルゲン島から間にバレンツ島を挟んで南東に位置している。バレンツ島との間にはフリーマン海峡(Freemansundet)があり、西はストル・フィヨルド、東はバレンツ海に面している。島の南西側には大きくくびれ込んだシューブ湾(Tjuvfjorden)があり、湿地が広がっている。東側の沖にレイケ・エイセ群島(Ryke Yseøyane)、南東に半月島(Halvmåneøya)、南側にはトゥーセン群島(Tusenøyane)がある。
スピッツベルゲン島とは異なり、エッジ島の地形は緩やかで、尖った山も入り組んだフィヨルドもない。山々は500mほどの高さで平べったく、最高点は北西部のCaltex山（標高590m）である。島の南東部はエッジ島氷帽(Edgeøyjøkulen)という大きな氷河が覆っている。地質学的にはスピッツベルゲン島中央部と類似しており、三畳紀の頁岩や砂岩が主で、南西部ではジュラ紀の地層も見られる。レイケ・エイセ群島やトゥーセン群島は島自体がドレライトの柱状節理で構成されている。

## 生態系
1973年に周囲にある島々とともに南東スヴァールバル自然保護区に指定された。西岸では高山植物などが花を咲かせるが、東岸は植生に乏しく、スヴァールバル・ポピーや苔などが生えているだけである。
ホッキョクグマは一年中どこでも見かける。こどもを連れた母グマは、雄グマと出会う機会が少ない海岸から離れた谷にいることが多い。トナカイが2500頭程度生息しており、それに対応して植生も豊かになっている。海鳥やトナカイの死骸が安定的に供給されるため、ホッキョクギツネの安定的な集団が存在している。
海産動物としてはワモンアザラシ、アゴヒゲアザラシ、セイウチ、ミンククジラ、シロイルカなどがいる。セイウチの上陸場所がたくさんあり、なかでもエッジ島北西のリー岬(Kapp Lee)は有名で訪れる人々も多い。普通は雄ばかりであるが、トゥーセン群島では近年子連れの雌が上陸することが増えてきた。
ミツユビカモメは南東スヴァールバル自然保護区を代表する種である。エッジ島の南西部、クヴァルピント山(Kvalpyntfjellet)とネゲル岬(Negerpynten)にはフルマカモメの繁殖地がある。ほかにハシブトウミガラス、ハジロウミバト、ヒメウミスズメ、アビ、トウゾクカモメもよくみかける。トゥーセン群島、レイケ・エイセ群島、半月島、デリッチュ島(Delitschøya)、チーグラー島(Zieglerøya)といった島嶼では、カオジロガン、コザクラバシガン、ケワタガモ、キョクアジサシなどが繁殖地としている。